# Łazy (powiat warszawski zachodni)
Łazy – wieś w Polsce położona w województwie mazowieckim, w powiecie warszawskim zachodnim, w gminie Kampinos. Ma status sołectwa.
| SIMC    | Nazwa          | Rodzaj    |
| ------- | -------------- | --------- |
| 1058527 | Łazy-Przyćmień | część wsi |
| 1058496 | Maszynka       | część wsi |

Wieś szlachecka położona była w drugiej połowie XVI wieku w powiecie sochaczewskim ziemi sochaczewskiej województwa rawskiego.
W 1872 w Łazach urodził się Tadeusz Ostrzeszewicz.
Do 1954 istniała gmina Łazy. W latach 1975–1998 miejscowość należała administracyjnie do województwa warszawskiego.